# 아르키메데스의 원리
아르키메데스의 원리(Archimedes의 原理)는 어떤 물체를 유체에 넣었을 때 받는 부력의 크기가, 물체가 유체에 잠긴 부피만큼의 유체에 작용하는 중력의 크기와 같다는 원리이다.

## 예시
바다에 떠 있는 빙산이 받는 부력이 얼마일지 아르키메데스의 원리로 알 수 있다. 수중에 있는 빙산의 부피를 Vw, 해수의 단위중량 {\displaystyle \gamma _{s}=1.025t/m^{3}}일 때,
아르키메데스의 원리에 따르면 물체에 작용하는 부력의 크기는 물체에 잠긴 부분의 부피에 액체의 단위중량을 곱한 값과 같다.
{\displaystyle B=\gamma _{s}V_{w}}

## 같이 보기
- 부력, 배수량
- 아르키메데스

왕관 무게의 비율
황금과 은의 비율

## 참고 자료
- 임진근 외 (2015). 〈정수역학〉. 《토목기사 필기 과년도 - 수리수문학》. 성안당.